# Deh-e Kharānī
Deh-e Kharānī (persiska: دِهِ خَرانی, ده خرانی) är en ort i Iran.   Den ligger i provinsen Kermanshah, i den nordvästra delen av landet, 400 km väster om huvudstaden Teheran. Deh-e Kharānī ligger 1 525 meter över havet och antalet invånare är 184.
Terrängen runt Deh-e Kharānī är kuperad österut, men västerut är den platt. Runt Deh-e Kharānī är det ganska tätbefolkat, med 185 invånare per kvadratkilometer. Närmaste större samhälle är Kāmyārān, 6,5 km nordväst om Deh-e Kharānī. Trakten runt Deh-e Kharānī består till största delen av jordbruksmark.